# Louise Violet
Pour les articles homonymes, voir Louise et Violet (homonymie).
Pour plus de détails, voir Fiche technique et Distribution.
Louise Violet est un drame historique français réalisé par Éric Besnard et sorti en 2024,.
Il est présenté en avant-première mondiale au Festival du film français d'Helvétie, en septembre 2024.

## Synopsis
En 1889, à la suite des Lois Jules Ferry, Louise Violet, ancienne communarde, est nommée institutrice dans un village de la campagne française, ce qui déplaît aux enfants et surtout aux parents.

## Fiche technique
Sauf indication contraire, les informations mentionnées dans cette section peuvent être confirmées par la base de données cinématographiques Unifrance,  présente dans la section « Liens externes ».
- Titre original : Louise Violet
- Titre de travail : L'École[6]
- Réalisation : Éric Besnard
- Scénario : Éric Besnard
- Musique : Christophe Julien
- Décors : Bertrand Seitz
- Costumes : Madeline Fontaine
- Photographie : Laurent Dailland
- Son : Fabien Devillers, Alexandre Fleurant, Dominique Lacour et Matthieu Michaux[7]
- Montage : Lydia Decobert
- Production : Philip Boëffard et Christophe Rossignon[8]
  - Co-production : Patrick Quinet
  - Production associée : Pierre Guyard
  - Production exécutive : Ève François-Machuel[7]
- Sociétés de production : Nord-Ouest Films, en coproduction avec Apollo Films, Artémis Productions, Auvergne-Rhône-Alpes Cinéma, France 3 Cinéma, Studiocanal[7]
- Sociétés de distribution : Apollo Films/Studiocanal[9] (France) ; A-Z Films (Québec), Cinéart (Belgique), Pathé Films AG (Suisse romande)
- Budget : 5,7 millions €[réf. nécessaire]
- Pays de production :  France[1],[2]
- Langue originale : français
- Format : couleur - 1,33:1 (Scope) - son 5.1[9]
- Genre : Drame historique
- Durée : 108 minutes
- Dates de sortie :
  - Suisse alémanique : 15 septembre 2024 (Festival du film français d'Helvétie)[1]
  - Belgique, France, Suisse romande : 6 novembre 2024
  - Québec : 20 décembre 2024

## Distribution
- Alexandra Lamy : Louise Violet
- Grégory Gadebois : Joseph
- Jérôme Kircher : Thermidor
- Jérémy Lopez : Rémi
- Patrick Pineau : Père Francis
- Annie Mercier : Marthe
- Julie Moulier : Honorine
- Géraldine Martineau : Félicie
- Grégoire Tachnakian : Lucien
- Pauline Serieys : Léonie
- Manon Maindivide : Flore
- Ernest Mourier : Jules

## Production

### Développement
Éric Besnard obtient un montant maximal de 67 500 euros en mars 2021, versé par le Centre national du cinéma et de l'image animée (CNC), pour développer son projet de longue date, ayant, à l'origine, pour titre L'École, avec le soutien de Christophe Rossignon et Philip Boëffard pour la société Nord-Ouest Films. L'histoire raconte la création de l’école gratuite pour tous en 1880.

« Mes trois premiers films rendaient hommage à mes gouts de cinéphile, et les trois suivants à mes proches (ma mère, ma femme et mon père). Je me suis dit que j’allais laisser mes enfants tranquilles et j’ai décidé de travailler sur mon pays, sur l’identité française et ses spécificités. J’ai commencé à plancher sur le siècle des Lumières, j’ai découvert la création du premier restaurant et ça a donné Délicieux. J’ai alors dit à mon producteur, Christophe Rossignon, que j’avais envie de poursuivre dans cette voie en abordant le concept de République. Qui dit République dit Troisième République et qui dit Troisième République dit éducation, un thème qui m’est cher depuis longtemps. L’idée de faire un film sur l’école de Jules Ferry, puis sur les premières institutrices envoyées dans les campagnes et projetées dans un monde d’hommes à la fin du XIXe siècle est née ainsi. Cette opposition, la rencontre entre deux mouvements, l’un progressiste, et l’autre conservateur, était intéressante. »

— Éric Besnard
Fin octobre 2022, le lieu du tournage du film désormais intitulé Louise Violet, est annoncé à Chalencon et devrait y débuter fin février 2023, puis mai-juin.
Début mars 2023, Orange Studio et Apollo Films co-produisent le film.

### Attribution des rôles
Début novembre 2022, Alexandra Lamy et Grégory Gadebois, ce dernier retrouvant le réalisateur pour la troisième fois après Délicieux (2021) et Les Choses simples (2023), pour interpréter les rôles principaux, l'institutrice et le maire du village.

« Pour Louise, je voulais quelqu’un qui symbolise l’institutrice : sympathique, empathique et issue de la société civile. Alexandra Lamy cochait toutes les cases. (…) Je ne savais pas au départ que le rôle de Louise serait tenu par Alexandra Lamy mais j’ai écrit pour Grégory Gadebois et pour Jérémy Lopez. Deux acteurs avec qui j’avais déjà travaillé deux fois. »

— Éric Besnard

### Tournage
Le tournage débute fin février 2023 au Puy de Sancy, dans le Puy-de-Dôme, puis au hameau de Chalencon dans la Haute-Loire, où se trouve non loin le pont du Diable. Il a également lieu à Tiranges pour une ancienne ferme de « Cerces », dans les monts de Cézallier et à Saint-Pierre-du-Champ. Le tournage s'arrête en mars pour revenir en mai aux mêmes endroits. Les prises de vues prennent fin le 24 juin 2023 à Saint-André-de-Chalencon.

## Accueil

### Festivals et sortie
Louise Violet est sélectionné dans la section « Grande première » du Festival du film français d'Helvétie, où il est projeté en avant-première mondiale au début de l'après-midi du 15 septembre 2024. Il est présenté, quatre jours après celui-ci, en compétition officielle au Waterloo Historical Film Festival,, où il obtient le prix du public.
Apollo Films et Orange Studio révèlent la date de sortie, le 6 novembre 2024.

## Distinctions

### Récompense
- Waterloo Historical Film Festival 2024 : prix du public[2]

### Nominations
- Festival du film français d'Helvétie 2024 : section « Grande première »[1]
- Waterloo Historical Film Festival 2024 : compétition officielle[22]